# Corri uomo corri
Corri uomo corri è un film del 1968 diretto da Sergio Sollima. Il film è il seguito de La resa dei conti.

## Trama
Nel Messico governato dal regime autoritario di Porfirio Díaz, il peone Manuel Sanchez, detto Cuchillo, vince una discreta somma scommettendo sulla vittoria in duello di Nathaniel Cassidy, ex sceriffo ed ex combattente con i rivoluzionari messicani. Quando i soldati gli trovano addosso i soldi della vincita non credono alla sua spiegazione e lo arrestano. In prigione divide la cella con Ramirez, uno scrittore rivoluzionario che, grazie a un'amnistia, dovrebbe tornare in libertà il giorno dopo. L'uomo però, teme una trappola e chiede a Cuchillo di aiutarlo a evadere prima dell'alba in cambio di un compenso di cento dollari. Dopo la fuga i due si impegnano a recuperare per la causa rivoluzionaria tre milioni di dollari in oro a suo tempo nascosti dallo stesso Ramirez.
Ramirez viene ucciso da Riza, un ex rivoluzionario divenuto un avido bandito, ma prima di morire affida  al peone le informazioni necessarie a recuperare l'oro. Inizia così la lunga corsa di Cuchillo per arrivare al tesoro senza farsi catturare da una schiera di inseguitori tra i quali non è sempre facile distinguere gli alleati dagli avversari. Oltre alla banda di Reza e all'esercito messicano, sulle sue tracce ci sono due spietati killer. Lo inseguono anche la sua fidanzata Dolores e Nathaniel Cassidy, che non si capisce da che parte stia fino a quando non aiuta Cuchillo a disfarsi degli inseguitori e a mandare Dolores a consegnare il tesoro ai rivoluzionari di Santillana.